# Ronald McLean
Ronald Gordon McLean (Londra, 26 marzo 1881 – 2 luglio 1941) è stato un ginnasta britannico.

## Palmarès

### Olimpiadi
- 1 medaglia:
  - 1 bronzo (Stoccolma 1912 nel concorso a squadre)